# Nahuel Herrera
Nahuel Herrera Viera (Rosario, Colonia, 1 de diciembre de 2004) es un futbolista uruguayo. Juega de defensa central y su equipo actual es el Club Atlético Peñarol de la Primera División de Uruguay.

## Trayectoria
Debutó como profesional el 5 de marzo de 2023, el entrenador Alfredo Arias lo colocó de titular para enfrentar a Deportivo Maldonado y ganaron 2-1 en el Campeón del Siglo. Disputó su primer encuentro oficial con 18 años y la camiseta número 26.
A nivel internacional profesional, tuvo su debut el 4 de mayo frente a Defensa y Justicia en la Copa Sudamericana 2023, fue titular pero fueron derrotados 4-1 en Argentina.
En su primera temporada como profesional jugó 7 partidos, Peñarol se coronó campeón del Torneo Apertura 2023.

## Selección nacional
Ha sido internacional con la selección de fútbol de Uruguay en la categoría juvenil sub-15.
En el año 2018 comenzó el proceso de la selección sub-15, convocado por el entrenador Diego Demarco. Debutó con la Celeste el 18 de septiembre, jugó de titular contra la categoría 2004 de Newell's Old Boys en Argentina, convirtió un gol y empataron 4-4. Tuvo minutos nuevamente en octubre en 2 amistosos, contra la categoría 2003 de Grêmio, pero fueron derrotados en ambas ocasiones. En noviembre fue convocado al Torneo Internacional Juvenil 2018 de Córdoba, en carácter amistoso. Tuvo participación contra Belgrano, Perú, Universidad de Chile y Libertad.
Durante 2019 volvió a ser convocado, en marzo jugó contra Argentina en lo que fue empate 1-1 en el predio de la AFA. En junio tuvo su última participación en partidos amistosos, disputó 2 encuentros contra Paraguay, fue una victoria para cada selección.
No fue convocado al Sudamericano Sub-15 de 2019 y no volvió a ser considerado en las siguientes categorías juveniles.

## Estadísticas

### Clubes
Actualizado al último partido citado el 19 de agosto de 2025.
| Club                    | Div.          | Temporada     | Liga  | Liga  | Liga   | Copas nacionales | Copas nacionales | Copas nacionales | Copas internacionales | Copas internacionales | Copas internacionales | Total | Total | Total  |
| Club                    | Div.          | Temporada     | Part. | Goles | Asist. | Part.            | Goles            | Asist.           | Part.                 | Goles                 | Asist.                | Part. | Goles | Asist. |
| ----------------------- | ------------- | ------------- | ----- | ----- | ------ | ---------------- | ---------------- | ---------------- | --------------------- | --------------------- | --------------------- | ----- | ----- | ------ |
| C. A. Peñarol · Uruguay | 1.ª           | 2023          | 5     | 0     | 0      | 1                | 0                | 0                | 1                     | 0                     | 0                     | 7     | 0     | 0      |
| C. A. Peñarol · Uruguay | 1.ª           | 2024          | 5     | 0     | 0      | -                | -                | -                | 0                     | 0                     | 0                     | 5     | 0     | 0      |
| C. A. Peñarol · Uruguay | 1.ª           | 2025          | 16    | 1     | 0      | 0                | 0                | 0                | 8                     | 1                     | 0                     | 24    | 2     | 0      |
| C. A. Peñarol · Uruguay | Total club    | Total club    | 26    | 1     | 0      | 1                | 0                | 0                | 9                     | 1                     | 0                     | 36    | 2     | 0      |
| Total carrera           | Total carrera | Total carrera | 26    | 1     | 0      | 1                | 0                | 0                | 9                     | 1                     | 0                     | 36    | 2     | 0      |
| 1. 2.                   |               |               |       |       |        |                  |                  |                  |                       |                       |                       |       |       |        |

### Selección
Actualizado al último partido citado el 6 de junio de 2019.
| Selección         | Temporada         | Continental | Continental | Continental | Mundial | Mundial | Mundial | Amistosos | Amistosos | Amistosos | Total | Total | Total  |
| Selección         | Temporada         | Part.       | Goles       | Asist.      | Part.   | Goles   | Asist.  | Part.     | Goles     | Asist.    | Part. | Goles | Asist. |
| ----------------- | ----------------- | ----------- | ----------- | ----------- | ------- | ------- | ------- | --------- | --------- | --------- | ----- | ----- | ------ |
| Sub-15 · Uruguay  | 2018              | —           | —           | —           | —       | —       | —       | 7         | 1         | 0         | 7     | 1     | 0      |
| Sub-15 · Uruguay  | 2019              | -           | -           | -           | —       | —       | —       | 3         | 0         | 0         | 3     | 0     | 0      |
| Sub-15 · Uruguay  | Total sel.        | 0           | 0           | 0           | 0       | 0       | 0       | 10        | 1         | 0         | 10    | 1     | 0      |
| Total selecciones | Total selecciones | 0           | 0           | 0           | 0       | 0       | 0       | 10        | 1         | 0         | 10    | 1     | 0      |

## Palmarés

### Títulos nacionales
| Título              | Club          | País    | Año  |
| ------------------- | ------------- | ------- | ---- |
| Torneo Apertura     | C. A. Peñarol | Uruguay | 2023 |
| Torneo Apertura (2) | C. A. Peñarol | Uruguay | 2024 |
| Torneo Clausura     | C. A. Peñarol | Uruguay | 2024 |
| Campeonato Uruguayo | C. A. Peñarol | Uruguay | 2024 |
| Torneo Intermedio   | C. A. Peñarol | Uruguay | 2025 |

### Distinciones individuales
| Distinción                                       | Año  |
| ------------------------------------------------ | ---- |
| Premios AUF - Joven talento Sub-21 (junio-julio) | 2025 |